# بروس إتش ماكورميك
بروس إتش ماكورميك (بالإنجليزية: Bruce H. McCormick) هو عالم حاسوب أمريكي، ولد في 1928، وتوفي في 1 ديسمبر 2007.